# شارلوتنلوند

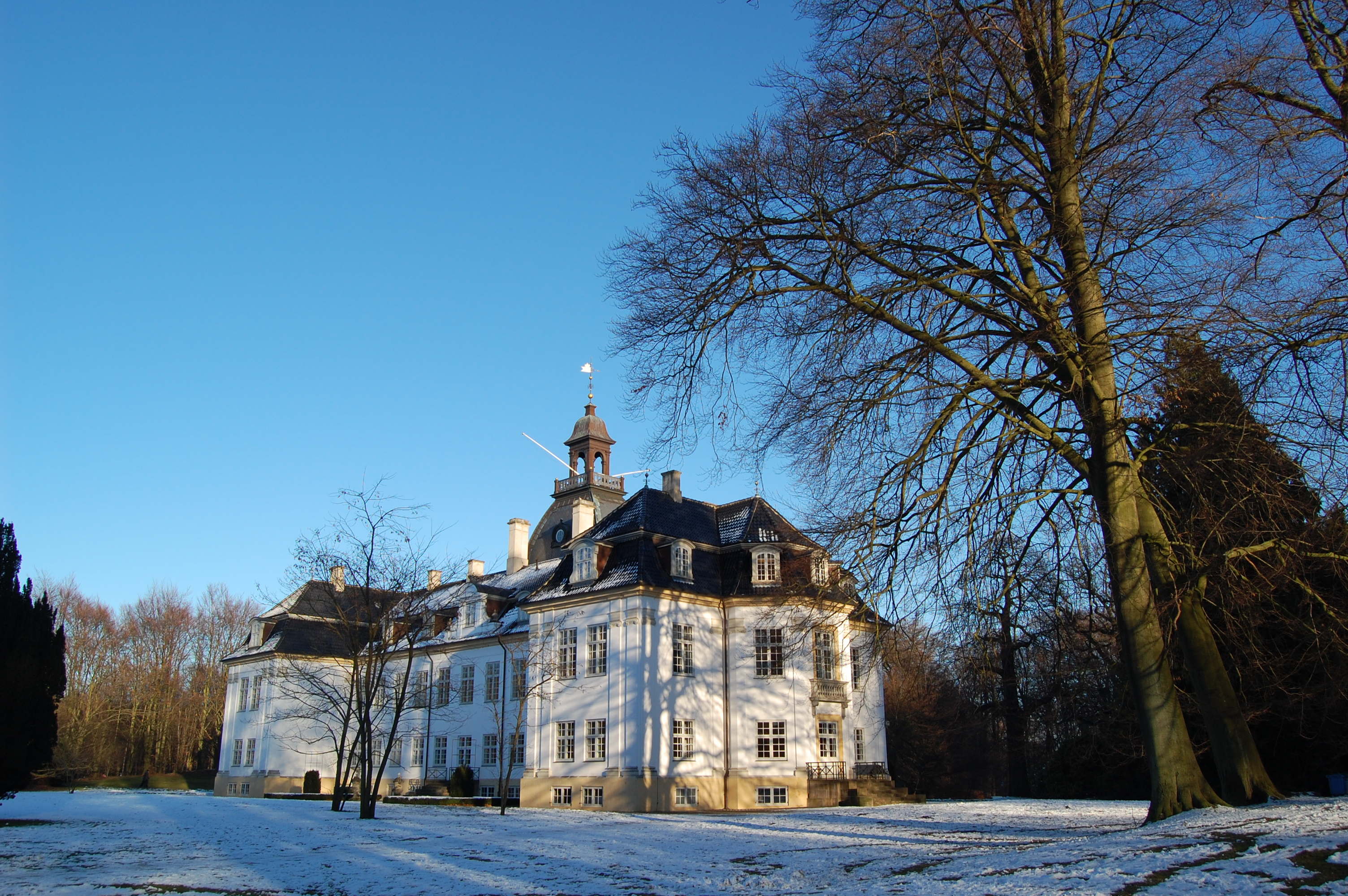
کاخ شارلوتنلوند در زمستان

شارلوتنلوند یک حومهٔ شهر در ساحل شمالی کپنهاگ، دانمارک می‌باشد.

## نگارخانه

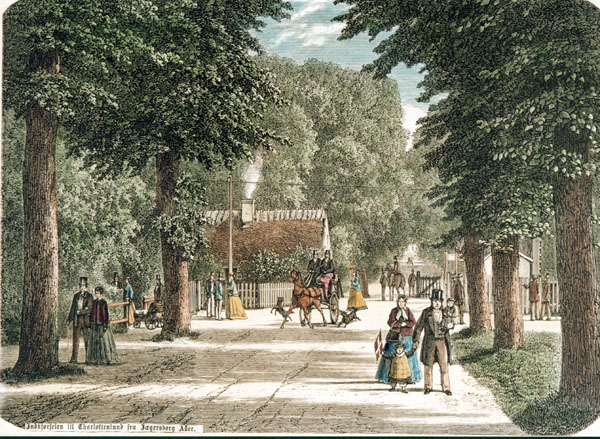
چشم‌اندازی از جنگل شارلوتنلوند.